# Jaume Manel Oronich i Miravet
Jaume Manel Oronich i Miravet (Lleida, 11 d'agost de 1947) és un polític català conegut per ésser paer en cap de Lleida entre el 1987 i 1989.

## Biografia
Va obtenir el títol d'enginyer industrial a l'Escola d'Enginyeria Tècnica Industrial de Vilanova i la Geltrú (Garraf) i és membre d'Òmnium Cultural, de l'Orfeó Lleidatà i del Col·legi de Perits i Enginyers Tècnics Industrials. Ha estat afiliat al Sindicat de Quadres de Catalunya (SQQ) i a la Confederació de Sindicats Cristians (CSC).
Milita a Convergència Democràtica de Catalunya (CDC) des de 1978. Ha estat membre del Consell Directiu de la Fira de Lleida, president del Consell Comarcal del Segrià, cap de Serveis de Governació de la Generalitat de Catalunya i delegat del Govern de la Generalitat a Lleida.
Fou elegit diputat per CiU a les eleccions al Parlament de Catalunya de 1984 i 1988. Ha estat membre, entre d'altres de la Comissió de Reglament i de la Comissió d'Organització i Administració de la Generalitat i Govern Local del Parlament de Catalunya. A les eleccions municipals espanyoles de 1987 va aconseguir ser nomenat Paer en cap de Lleida, però arran d'una moció de censura l'abril de 1989 la va perdre.